# Parevia griseata
Parevia griseata là một loài bướm đêm thuộc phân họ Arctiinae, họ Erebidae.